# IC 5337
IC 5337 — галактика типу Sc (компактна спіральна галактика) у сузір'ї Пегас.
Цей об'єкт міститься в оригінальній редакції індексного каталогу.